# Бій біля Торуна
Бій біля Торуна — це бій з польськими диверсантами на кордоні між Карпатською Україною і Польшею

## Бій
У Торуні близько 250 польських диверсантів, зранку 15 березня 1939 року, перейшли кордон, але тамтешній гарнізон попереднього дня роззброїв жандармську станицю і відступаюче чеське військо і тому мав досить зброї й амуніції. Отож українці легко викинули поляків поза межі Карпатської України та в наступі загнали ворога 4 км у глибину Галичини.